# 科利爾鎮區 (堪薩斯州特里戈縣)
科利爾鎮區（英語：Collyer Township）是位於美國堪薩斯州特里戈縣的一個行政鎮區。

## 地方資料
科利爾鎮區的面積為517.44平方千米，當中陸地面積為517.34平方千米，而水域面積為0.10平方千米。根據2010年美國人口普查的數據，當地共有人口312人，而人口密度為每平方千米0.6人。

## 外部連結
- US-Counties.com
- City-Data.com （页面存档备份，存于）